# NGC 6654
NGC 6654 este o infrared source⁠(d) situată în constelația Dragonul. A fost descoperită în 1883 de către Lewis A. Swift.